# El buen retiro
El buen retiro es una serie de televisión por internet de comedia dramática policial argentina original de Flow. La trama gira en torno a cuatro amigas que deciden mudarse a una casa, donde durante la convivencia saldrán a la luz varios secretos. Está protagonizada por Betiana Blum, Mirta Busnelli, Luciano Castro, Claudia Lapacó y María Leal. La serie se estrenó el 15 de septiembre de 2022.
El desarrollo de la producción inició en 2021 cuando fue una de las ganadoras del concurso Renacer Audiovisual, un programa organizado por el Gobierno de Argentina con el fin de fomentar la ficción nacional. Las grabaciones de la serie comenzaron en marzo del 2022.

## Sinopsis
El argumento sigue a cuatro amigas de la tercera edad que deciden irse a vivir a la misma casa con el motivo de pasar sus últimos días todas juntas, sin embargo, durante su estadía el ambiente se tornará más tenso a medida que cada una revele los secretos que tenían guardados y que de alguna manera afectará su relación.

## Elenco

### Principal
- Betiana Blum como Julieta
- Mirta Busnelli como Norma
- Luciano Castro como Martín
- Claudia Lapacó como Liliana «Lili»
- María Leal como Elsa

### Secundario
- Gustavo Garzón como Eliseo
- Raúl Rizzo como Padre Jorge
- Mercedes Scápola como Verónica
- Mónica Cabrera como Zulma
- Brenda Gandini como Fiona
- Renato Quattordio cómo Lucio
- Sergio Sánchez como Coco
- Agustina Mindlin
- Valentino Coglione como Joaquín

### Participaciones
- Andy Kusnetzoff como Julián Ramos
- Alan Francis Lombardi
- Mario Alarcón

## Episodios
| N.º | Título                           | Dirigido por | Escrito por                 | Fecha de emisión original |
| --- | -------------------------------- | ------------ | --------------------------- | ------------------------- |
| 1   | «El comienzo»                    | Pedro Levati | Pedro Levati y Rodo Servino | 15 de septiembre de 2022  |
| 2   | «Una amiga, un tesoro»           | Pedro Levati | Pedro Levati y Rodo Servino | 15 de septiembre de 2022  |
| 3   | «Las contradicciones de la vida» | Pedro Levati | Pedro Levati y Rodo Servino | 15 de septiembre de 2022  |
| 4   | «La familia»                     | Pedro Levati | Pedro Levati y Rodo Servino | 15 de septiembre de 2022  |
| 5   | «No todo está a la venta»        | Pedro Levati | Pedro Levati y Rodo Servino | 15 de septiembre de 2022  |
| 6   | «Secretos en ebullición»         | Pedro Levati | Pedro Levati y Rodo Servino | 15 de septiembre de 2022  |
| 7   | «Abba y café»                    | Pedro Levati | Pedro Levati y Rodo Servino | 15 de septiembre de 2022  |
| 8   | «El despertar»                   | Pedro Levati | Pedro Levati y Rodo Servino | 15 de septiembre de 2022  |